# Maurizio Trani
Maurizio Trani (Roma, 9 maggio 1946) è un truccatore ed effettista italiano.

## Biografia
Ha lavorato con registi quali  Bernardo Bertolucci, Bruno Corbucci, Lucio Fulci, Giuseppe Tornatore, Joe D'Amato, Umberto Lenzi, Ruggero Deodato e, creando i trucchi per film divenuti cult come Emanuelle in America, Zombi 2 e Quella villa accanto al cimitero.
Nel 1991 è stato candidato al British Academy of Film and Television Arts per il miglior trucco, realizzato per Nuovo Cinema Paradiso di Giuseppe Tornatore.

## Filmografia parziale

### Truccatore
- Zum Zum Zum - La canzone che mi passa per la testa, regia di Bruno Corbucci e Sergio Corbucci (1968)
- Se incontri Sartana prega per la tua morte, regia di Gianfranco Parolini (1968)
- Una pistola per cento bare, regia di Umberto Lenzi (1968)
- FBI - Francesco Bertolazzi investigatore, regia di Ugo Tognazzi (1970)
- Finalmente... le mille e una notte, regia di Antonio Margheriti (1972)
- Non si sevizia un paperino, regia di Lucio Fulci (1972)
- Sentivano... uno strano, eccitante, pericoloso puzzo di dollari, regia di Italo Alfaro (1973)
- Pasqualino Cammarata... capitano di fregata, regia di Mario Amendola (1973)
- Milano odia: la polizia non può sparare, regia di Umberto Lenzi (1974)
- Novecento, regia di Bernardo Bertolucci (1976)
- Cattivi pensieri, regia di Ugo Tognazzi (1976)
- Emanuelle in America, regia di Joe D'Amato (1976)
- Zombi 2, regia di Lucio Fulci (1979)
- Zombi Holocaust, regia di Marino Girolami (1980)
- ...e tu vivrai nel terrore! - L'aldilà, regia di Lucio Fulci (1981)
- Quella villa accanto al cimitero, regia di Lucio Fulci (1981)
- Dawn of the Mummy, regia di Frank Agrama (1981)
- Piraña paura (Piranha Part Two: The Spawning), regia di James Cameron e Ovidio G. Assonitis (1982)
- Lo squartatore di New York, regia di Lucio Fulci (1982)
- Manhattan Baby, regia di Lucio Fulci (1982)
- 1990 - I guerrieri del Bronx, regia di Enzo G. Castellari (1982)
- 2019 - Dopo la caduta di New York, regia di Sergio Martino (1983)
- I predatori di Atlantide, regia di Ruggero Deodato (1983)
- Impatto mortale, regia di Fabrizio De Angelis (1984)
- Inferno in diretta, regia di Ruggero Deodato (1985)
- Cobra Mission, regia di Fabrizio De Angelis (1986)
- Sinbad of the Seven Seas, regia di Enzo G. Castellari (1989)
- Troll 2, regia di Claudio Fragasso (1990)
- Contamination .7, regia di Joe D'Amato e Fabrizio Laurenti (1990)
- Quest for the Mighty Sword, regia di Joe D'Amato (1990)
- Nuovo Cinema Paradiso, regia di Giuseppe Tornatore (1988)
- Stanno tutti bene, regia di Giuseppe Tornatore (1990)
- Una pura formalità, regia di Giuseppe Tornatore (1994)
- Raffaello - Il principe delle arti in 3D, regia di Luca Viotto (2017)

### Effetti speciali
- Zombi Holocaust, regia di Marino Girolami (1980)
- La casa 4 (Witchcraft), regia di Fabrizio Laurenti (1988)
- Troll 2, regia di Claudio Fragasso (1990)
- Contamination .7, regia di Joe D'Amato e Fabrizio Laurenti (1990)
- Quest for the Mighty Sword, regia di Joe D'Amato (1990)
- DNA formula letale, regia di George Eastman (1990)